# Stupor
In medicina, si definisce stupor la mancanza della funzione cognitiva critica unita a un livello di coscienza in cui il malato non è in grado di rispondere a stimoli basilari ma solo quasi esclusivamente a stimoli intensi, quali il dolore. È definita come una sindrome clinica dell'acinesia (stato di impossibilità di movimento) e del mutismo, ma con una relativa conservazione della coscienza di sé, con gli occhi aperti e in grado di seguire gli oggetti circostanti. Lo stupor non è assimilabile al coma o allo stato vegetativo, mentre riguarda maggiormente la diminuzione dell'attenzione, dell'orientamento e la modifica della capacità di comprensione.
La parola deriva dal latino stupor che significa "insensibilità". Essa compare solitamente a seguito di malattie infettive, stati tossici complicati, grave ipotermia, malattie mentali (ad esempio la schizofrenia, grave depressione), malattie vascolari (ad esempio nell'encefalopatia ipertensiva), stati di shock  (per esempio l'apprendimento di un evento luttuoso o la sopravvivenza a un grave incidente), neoplasie (ad esempio tumori cerebrali), carenza di vitamina D, emorragia subaracnoidea e così via.

## Sintomi
Se non stimolato esternamente, un paziente con stupor apparirà in uno stato di sonnolenza per maggior parte del tempo. In alcuni casi estremi di gravi disturbi depressivi, il paziente può diventare immobile, perdere l'appetito e diventare muto. Brevi periodi di limitata responsività possono essere raggiunti grazie a una stimolazione intensa (ad esempio con il dolore, con una fonte di luce intensa, con forte rumore o provocando uno shock).